# HD 213240 b
HD 213240 b是一顆距離地球約133光年（41秒差距）的太陽系外行星，位於天鶴座，母恆星是HD 213240。
該行星是由瑞士天文學家 Santos 等人於2001年4月4日以都卜勒光譜學的原理經由徑向速度法發現。

## 外部連結
- . The Extrasolar Planets Encyclopaedia.   [2008-08-29]. （原始内容存档于2012-06-02）.
- . Exoplanets.   [2008-08-29]. （原始内容存档于2009-11-25）.